# Liga Nogometnog saveza područja Bjelovar 1972./73.
Liga Nogometnog saveza područja Bjelovar je bila liga šestog stupnja nogometnog prvenstva Jugoslavije u sezoni 1972./73. 
 
Sudjelovalo je 14 klubova, a prvak je bila "Sloboda" iz Gradeca. 

## Ljestvica
| mj. | klub                      | ut. | pob. | ner. | por. | gol+ | gol- | bod |
| --- | ------------------------- | --- | ---- | ---- | ---- | ---- | ---- | --- |
| 1.  | Sloboda Gradec            | 24  | 18   | 2    | 4    | 95   | 41   | 38  |
| 2.  | Bilogorac Veliko Trojstvo | 24  | 17   | 3    | 4    | 81   | 42   | 37  |
| 3.  | Sloga Bjelovar            | 24  | 14   | 3    | 7    | 84   | 47   | 31  |
| 4.  | Lonja Lonjica             | 24  | 14   | 1    | 9    | 62   | 52   | 29  |
| 5.  | PIK Vrbovec II            | 24  | 13   | 1    | 10   | 74   | 50   | 27  |
| 6.  | Radnički Obrovnica        | 24  | 11   | 2    | 11   | 46   | 56   | 24  |
| 7.  | Partizan Rovišće          | 24  | 10   | 3    | 11   | 45   | 60   | 23  |
| 8.  | Partizan Draganec         | 24  | 9    | 4    | 11   | 50   | 53   | 22  |
| 9.  | BSK Brezovac              | 24  | 10   | 1    | 13   | 63   | 61   | 21  |
| 10. | Slavija Severin           | 24  | 9    | 2    | 13   | 50   | 59   | 20  |
| 11. | Borac Galovac             | 24  | 6    | 4    | 14   | 39   | 60   | 16  |
| 12. | Česma Bjelovar            | 24  | 6    | 2    | 16   | 36   | 79   | 14  |
| 13. | Bilo Velika Pisanica      | 13  | 5    | 0    | 8    | 27   | 54   | 10  |
| 14. | Mladost II Ždralovi       | 13  | 11   | 0    | 12   | 18   | 48   | 2   |

- "Bilo" Velika Pisanica i "Mladost II" Ždralovi odustali u drugom dijelu sezone

## Rezultatska križaljka
| kratica | klub                      | BILVT | BOR | BSK | ČES | LONJ | PARD | PARR | PIK | RAD | SLA | SLOB | SLOG | BILVP | MLA |
| --- | ------------------------- | ----- | --- | --- | --- | ---- | ---- | ---- | --- | --- | --- | ---- | ---- | ----- | --- |
| BILVT | Bilogorac Veliko Trojstvo |       |     |     |     |      |      |      |     |     |     |      |      |       |     |
| BOR | Borac Galovac             |       |     |     |     |      |      |      |     |     |     |      |      |       |     |
| BSK | BSK Brezovac              |       |     |     |     |      |      |      |     |     |     |      |      |       |     |
| ČES | Česma Bjelovar            |       |     |     |     |      |      |      |     |     |     |      |      |       |     |
| LONJ | Lonja Lonjica             |       |     |     |     |      |      |      |     |     |     |      |      |       |     |
| PARD | Partizan Draganec         |       |     |     |     |      |      |      |     |     |     |      |      |       |     |
| PARR | Partizan Rovišće          |       |     |     |     |      |      |      |     |     |     |      |      |       |     |
| PIK | PIK Vrbovec II            |       |     |     |     |      |      |      |     |     |     |      |      |       |     |
| RAD | Radnički Obrovnica        |       |     |     |     |      |      |      |     |     |     |      |      |       |     |
| SLA | Slavija Severin           |       |     |     |     |      |      |      |     |     |     |      |      |       |     |
| SLOB | Sloboda Gradec            |       |     |     |     |      |      |      |     |     |     |      |      |       |     |
| SLOG | Sloga Bjelovar            |       |     |     |     |      |      |      |     |     |     |      |      |       |     |
| BILVP | Bilo Velika Pisanica      |       |     |     |     |      |      |      |     |     |     |      |      |       |     |
| MLA | Mladost II Ždralovi       |       |     |     |     |      |      |      |     |     |     |      |      |       |     |
| |                           |       |     |     |     |      |      |      |     |     |     |      |      |       |     |
| podebljan rezultat - utakmice od 1. do 13. kola (1. utakmica između klubova) rezultat normalne debljine - utakmice od 14. do 26. kola (2. utakmica između klubova) rezultat nakošen - nije vidljiv redoslijed odigravanja međusobnih utakmica iz dostupnih izvora rezultat smanjen * - iz dostupnih izvora nije uočljiv domaćin susreta prekrižen rezultat - poništena ili brisana utakmica p - utakmica prekinuta 3:0 p.f. / 0:3 p.f. - rezultat 3:0 bez borbe n.i. - nije igrano |                           |       |     |     |     |      |      |      |     |     |     |      |      |       |     |

 Izvori:

## Unutrašnje poveznice
- Međupodsavezna B liga Bjelovar – Daruvar – Virovitica 1972./73.